# شعر فکاهی
شعر فکاهی به اشعاری با درونمایه‌های بی‌اهمیت یا شوخی‌وار گفته می‌شود که عمدتاً برای سرگرمی نوشته می‌شوند و معمولاً از چرندیات و بازی با کلمات استفاده می‌کنند.